# Tramonti di Sotto
Tramonti di Sotto är en ort och kommun i regionen Friuli-Venezia Giulia i Italien och tillhörde tidigare även provinsen Pordenone som upphörde 2017. Kommunen hade 361 invånare (2018).